# Changdaryma
De Changdaryma (Russisch: Хангдарыма) is een 152 kilometer lange zijrivier van de Sinjaja in het stroomgebied van de Lena. De rivier stroomt door de Russische autonome republiek Jakoetië, in het noorden van Oost-Siberië.
De rivier ontspringt op het Lena-plateau in het oostelijk deel van het Midden-Siberisch Bergland.
De grootste zijrivier is de Charya-Joerjach (37 km) aan linkerzijde. De rivier is bevroren van de tweede helft van oktober tot de tweede helft van mei.